# Marcel Kolaja
Marcel Kolaja (né le 29 juin 1980 à Moravská Třebová) est un homme politique tchèque, membre du Parti pirate. Il est diplômé en informatique de l'université Masaryk de Brno. Il est élu député européen en 2019.

## Biographie
Pendant ses études à la faculté d'informatique de l’université Masaryk, il s'est intéressé au logiciel libre. Il a par exemple contribué au développement de cron-apt, un logiciel de mise à jour du système d'exploitation et a traduit les messages d'erreur du serveur Web Apache. En tant que membre de l'Association tchèque des utilisateurs de Linux, il s'est activement opposé à l'introduction de brevets logiciels dans l'Union européenne.
De mars à novembre 2011, il est co-président du parti pirate international avec le néerlandais Samir Allioui. Entre août 2012 et mai 2013, il était le quatrième vice-président du Parti pirate tchèque. 
Au sein du parti pirate en Tchéquie il participe à la campagne Jouez de la musique gratuitement, qui offre aux cafés et restaurants des solutions pour jouer de la musique en public sans avoir a payer les sociétés de gestion des droits d'auteur. 
En janvier 2019, il a été désigné tête de liste du parti pirate pour les élections au Parlement européen de mai 2019. Lors des primaires du parti, il a devance le député Mikuláš Peksa au second tour, par 253 voix contre 196. 
Le 3 juillet 2019, il est désigné vice-président du Parlement européen au sein duquel il siège,. 